# Campeonato Europeu Júnior de Natação de 1997
O Campeonato Europeu Júnior de Natação de 1997 foi a 24ª edição do evento organizado pela Liga Europeia de Natação (LEN). A competição foi realizada entre os dias 31 de julho e 3 de agosto de 1997 em Edimburgo e Glasgow no Reino Unido. As provas de natação ocorreram em Glasgow e as de saltos ornamentais em Edimburgo. Foi realizado um total de 42 provas tendo como destaque a Rússia com 25 medalhas no total, sendo 13 de ouro.

## Participantes
- Natação: Feminino de 15 a 16 anos (1982 e 1981) e masculino de 17 a 18 anos (1980 e 1979).
- Saltos Ornamentais: Grupo A é composto por saltadores de 16, 17 e 18 anos (1981, 1980 e 1979), tanto masculino quanto feminino. Grupo B é composto por saltadores de 14 a 15 anos (1983 e 1982), tanto masculino quanto feminino.

## Medalhistas

### Natação
Os resultados foram os seguintes. 
Masculino
| Evento          | Ouro                          | Ouro     | Prata                        | Prata    | Bronze                         | Bronze   |
| 100 m Livre     | Alemanha · Kai Hanschmann     | 51.17    | Hungria · Tamas Kerekjarto   | 51.35    | Itália · Mauro Gallo           | 51.48    |
| 200 m Livre     | Alemanha · Jens Huhlmann      | 1:52.32  | Hungria · Tamas Kerekjarto   | 1:52.45  | Suécia · Max van Bodungen      | 1:52.65  |
| 400 m Livre     | Ucrânia · Denys Zavgorodny    | 3:53.66  | Alemanha · Jörg Hünecke      | 3:54.88  | Roménia · Dragoș Coman         | 3:57.40  |
| 1500 m Livre    | Ucrânia · Denys Zavgorodny    | 15:13.69 | Alemanha · Jörg Hünecke      | 15:28.62 | França · Johan Le Bihan        | 15:35.20 |
| 100 m Costas    | Espanha · David Ortega        | 56.63    | Bielorrússia · Pavel Pozniak | 56.89    | Alemanha · Robert Kroll        | 56.93    |
| 200 m Costas    | Alemanha · Sebastian Halgasch | 2:01.80  | Espanha · David Ortega       | 2:02.33  | França · Simon Dufour          | 2:03.14  |
| 100 m Peito     | Rússia · Roman Sludnov        | 1:03.21  | Ucrânia · Oleg Lisogor       | 1:03.39  | Reino Unido · Darren Mew       | 1:03.48  |
| 200 m Peito     | Rússia · Pavel Anokhin        | 2:16.36  | Reino Unido · Adam Whitehead | 2:17.02  | Rússia · Roman Sludnov         | 2:18.05  |
| 100 m Borboleta | Países Baixos · Joris Keizer  | 54.84    | Rússia · Anatoli Poliakov    | 55.06    | Reino Unido · Robert Greenwood | 55.11    |
| 200 m Borboleta | Rússia · Anatoli Poliakov     | 2:00.92  | Hungria · Gergely Unghváry   | 2:02.14  | Reino Unido · Robert Greenwood | 2:02.66  |
| 200 m Medley    | Hungria · Tamas Kerekjarto    | 2:03.62  | Suécia · Micke Jacobsson     | 2:05.87  | Espanha · Miguel Santaolaya    | 2:06.00  |
| 400 m Medley    | Espanha · Miguel Santaolaya   | 4:25.73  | Suécia · Micke Jacobsson     | 4:26.01  | França · Johan Le Bihan        | 4:27.45  |
| 4x100 m Livre   | Reino Unido                   | 3:24.83  | Alemanha                     | 3:25.66  | Itália                         | 3:26.21  |
| 4x200 m Livre   | Alemanha                      | 7:31.82  | Itália                       | 7:34.11  | Rússia                         | 7:34.15  |
| 4x100 m Medley  | Rússia                        | 3:46.56  | Alemanha                     | 3:47.25  | Reino Unido                    | 3:47.55  |

Feminino
| Evento          | Ouro                       | Ouro    | Prata                        | Prata   | Bronze                           | Bronze  |
| 100 m Livre     | Roménia · Camelia Potec    | 56.65   | Bélgica · Fabienne Dufour    | 57.30   | Reino Unido · Melanie Marshall   | 57.37   |
| 200 m Livre     | Roménia · Camelia Potec    | 2:00.41 | Alemanha · Janina Götz       | 2:01.33 | Ucrânia · Nadiya Beshevli        | 2:02.97 |
| 400 m Livre     | Roménia · Camelia Potec    | 4:11.96 | Alemanha · Hannah Stockbauer | 4:12.84 | Alemanha · Janina Götz           | 4:13.41 |
| 800 m Livre     | Suíça · Flavia Rigamonti   | 8:38.90 | Alemanha · Hannah Stockbauer | 8:40.69 | Alemanha · Janina Götz           | 8:44.12 |
| 100 m Costas    | Rússia · Yulia Fomenko     | 1:03.49 | Reino Unido · Katy Sexton    | 1:03.70 | Chéquia · Alena Nyvltova         | 1:03.92 |
| 200 m Costas    | Rússia · Yulia Fomenko     | 2:15.66 | Alemanha · Jinthana Bauer    | 2:17.40 | Itália · Laura Porchianello      | 2:17.47 |
| 100 m Peito     | Rússia · Ludmila Mamontova | 1:11.26 | Hungria · Anett Pecsi        | 1:11.66 | Polónia · Agnieszka Braszkiewicz | 1:12.48 |
| 200 m Peito     | Ucrânia · Inna Nikitina    | 2:28.83 | Rússia · Olesja Monchak      | 2:33.13 | Hungria · Anett Pecsi            | 2:33.99 |
| 100 m Borboleta | Bélgica · Fabienne Dufour  | 1:01.44 | Ucrânia · Zhanna Lozumyrska  | 1:02.22 | Hungria · Anna Nyiry             | 1:02.45 |
| 200 m Borboleta | Espanha · Mireia Garcia    | 2:14.28 | Roménia · Mariana Sica       | 2:15.68 | Alemanha · Franziska Willwoldt   | 2:16.24 |
| 200 m Medley    | Ucrânia · Yana Klochkova   | 2:16.57 | Roménia · Simona Păduraru    | 2:19.06 | Polónia · Kinga Jelonek          | 2:20.10 |
| 400 m Medley    | Ucrânia · Yana Klochkova   | 4:43.79 | Roménia · Simona Păduraru    | 4:52.87 | Reino Unido · Jodie Swallow      | 4:53.04 |
| 4x100 m Livre   | Reino Unido                | 3:50.74 | Alemanha                     | 3:51.49 | Suécia                           | 3:54.55 |
| 4x200 m Livre   | Alemanha                   | 8:17.45 | Países Baixos                | 8:22.31 | Itália                           | 8:22.96 |
| 4x100 m Medley  | Alemanha                   | 4:15.62 | Rússia                       | 4:15.95 | Ucrânia                          | 4:16.21 |

### Saltos ornamentais

#### Grupo A
Masculino
| Evento                     | Ouro                      | Ouro   | Prata                          | Prata  | Bronze                       | Bronze |
| Trampolim 1 m individual   | Rússia · Sergei Kuchmasov | 487.70 | Rússia · Igor Lukashin         | 474.80 | Alemanha · Thomas Walsch     | 472.25 |
| Trampolim 3 m individual   | Ucrânia · Khorunzhy       | 559.95 | Rússia · Sergei Kuchmasov      | 541.75 | Rússia · Igor Lukashin       | 537.10 |
| Plataforma 10 m individual | Rússia · Igor Lukashin    | 569.35 | Reino Unido · Peter Waterfield | 504.95 | Rússia · Aljaksandr Varlamaŭ | 486.30 |

Feminino
| Evento                     | Ouro                        | Ouro   | Prata                      | Prata  | Bronze                     | Bronze |
| Trampolim 1 m individual   | Suécia · Anna Lindberg      | 432.55 | Alemanha · Ditte Kotzian   | 422.80 | Alemanha · Silvia Gbur     | 402.45 |
| Trampolim 3 m individual   | Suécia · Anna Lindberg      | 493.15 | Alemanha · Ditte Kotzian   | 475.30 | Rússia · Natalia Oumyskova | 450.10 |
| Plataforma 10 m individual | Rússia · Olga Khristoforova | 396.75 | Ucrânia · Svitlana Serbina | 388.75 | Alemanha · Ditte Kotzian   | 374.60 |

#### Grupo B
Masculino
| Evento                     | Ouro                               | Ouro   | Prata                     | Prata  | Bronze                       | Bronze |
| Trampolim 1 m individual   | Alemanha · Patrick Rodriguez-Rubio | 333.05 | Itália · Tommaso Marconi  | 321.40 | Rússia · Roman Kormylitsin   | 315.70 |
| Trampolim 3 m individual   | Rússia · Roman Kormylitsin         | 376.45 | Polónia · Dariusz Górniak | 338.10 | Reino Unido · Blake Aldridge | 333.95 |
| Plataforma 10 m individual | Rússia · Roman Kormylitsin         | 309.25 | Polónia · Dariusz Górniak | 283.85 | Hungria · András Hajnal      | 280.40 |

Feminino
| Evento                     | Ouro                    | Ouro   | Prata                       | Prata  | Bronze                   | Bronze |
| Trampolim 1 m individual   | Reino Unido · Sarah Soo | 294.85 | Itália · Valentina Marocchi | 288.70 | Alemanha · Heike Fischer | 280.65 |
| Trampolim 3 m individual   | Rússia · Yulia Saukhina | 330.20 | Alemanha · Anna Kiess       | 325.95 | Reino Unido · Sarah Soo  | 325.00 |
| Plataforma 10 m individual | Alemanha · Anna Kiess   | 259.65 | Roménia · Luiza Nemteanu    | 240.30 | Rússia · Glukhova        | 325.85 |

## Quadro de medalhas
| Ordem | País          | Medalha de ouro | Medalha de prata | Medalha de bronze | Total |
| ----- | ------------- | --------------- | ---------------- | ----------------- | ----- |
| 1     | Rússia        | 13              | 5                | 7                 | 25    |
| 2     | Alemanha      | 8               | 12               | 8                 | 28    |
| 3     | Ucrânia       | 6               | 3                | 2                 | 11    |
| 4     | Roménia       | 3               | 4                | 1                 | 8     |
| 5     | Reino Unido   | 3               | 3                | 8                 | 14    |
| 6     | Espanha       | 3               | 1                | 1                 | 5     |
| 7     | Suécia        | 2               | 2                | 2                 | 6     |
| 8     | Hungria       | 1               | 4                | 3                 | 8     |
| 9     | Bélgica       | 1               | 1                | 0                 | 2     |
| 9     | Países Baixos | 1               | 1                | 0                 | 2     |
| 11    | Suíça         | 1               | 0                | 0                 | 1     |
| 12    | Itália        | 0               | 3                | 4                 | 7     |
| 13    | Polónia       | 0               | 2                | 2                 | 4     |
| 14    | Bielorrússia  | 0               | 1                | 0                 | 1     |
| 15    | França        | 0               | 0                | 3                 | 3     |
| 16    | Chéquia       | 0               | 0                | 1                 | 1     |
| Total | Total         | 42              | 42               | 42                | 126   |